# Tetrix
A Tetrix a tövishátúsáska-félék rendszertani családjának egyik neme. Az ide tartozó fajok Eurázsiában, Afrikában, Ausztráliban és Észak-Amerikában élnek.

## Fajok
A genusba 154 faj tartozik. Magyarországon 6 faj (kétpettyes tövishátúsáska, Bolivar-tövishátúsáska, délnyugati tövishátúsáska, közönséges tövishátúsáska, vékonycsápú tövishátúsáska és ligeti tövishátúsáska) képviseli.
1. Tetrix interrupta Deng, Zheng & Wei, 2009 (ideiglenes név)
2. Tetrix longipennis Zheng, 2006 (ideiglenes név)
3. Tetrix aelytra Deng, Zheng & Wei, 2009
4. Tetrix akagiensis Uchida & Ichikawa, 1999
5. Tetrix albistriatus Yao & Zheng, 2006
6. Tetrix albomaculatus Zheng & Jiang, 2006
7. Tetrix albomarginis Zheng & Nie, 2005
8. Tetrix albonota Zheng, 2005
9. Tetrix arcunotus Ingrisch, 2001
10. Tetrix arenosa Burmeister, 1838
11. Tetrix areolata Westwood, 1841
12. Tetrix barbifemura Zheng, 1998
13. Tetrix barbipes Zheng, 2004
14. Tetrix beibuwanensis Zheng & Jiang, 1994
15. Tetrix beihaiensis Deng & Zheng, 2007
16. Tetrix bipunctata (Linnaeus, 1758) - kétpettyes tövishátúsáska
17. Tetrix bolivari Saulcy, 1901 - Bolivar-tövishátúsáska
18. Tetrix brachynota Zheng & Deng, 2004
19. Tetrix brevicornis Zheng, Lin & Shi, 2012
20. Tetrix brevipennis Zheng & Ou, 2010
21. Tetrix brunnerii (Bolívar, 1887)
22. Tetrix cangshanensis Deng, Wang & Mao, 2021
23. Tetrix cavifrontalis Liang, 1998
24. Tetrix cenwanglaoshana Zheng, Jiang & Liu, 2005
25. Tetrix ceperoi (Bolívar, 1887) - délnyugati tövishátúsáska
26. Tetrix ceperoides Zheng & Jiang, 1997
27. Tetrix changbaishanensis Ren, Wang & Sun, 2003
28. Tetrix changchunensis Wang, Wang & Ren, 2005
29. Tetrix chichibuensis Uchida & Ichikawa, 1999
30. Tetrix chongqingensis Zheng & Shi, 2002
31. Tetrix collina Rehn, 1952
32. Tetrix condylops Gerstaecker, 1869
33. Tetrix curvimarginus Zheng & Deng, 2004
34. Tetrix dentifemura Zheng, Shi & Luo, 2003
35. Tetrix depressa Brisout de Barneville, 1848
36. Tetrix dimidiata Westwood, 1841
37. Tetrix dongningensis Wang, 2007
38. Tetrix dorrigensis Rehn, 1952
39. Tetrix duolunensis Zheng, 1996
40. Tetrix ensifer Westwood, 1841
41. Tetrix erhaiensis Zheng & Mao, 1997
42. Tetrix ewenkensis Zheng, Shi & Mao, 2010
43. Tetrix fengmanensis Ren, Meng & Sun, 2003
44. Tetrix fuchuanensis Zheng, 1998
45. Tetrix fuliginosa (Zetterstedt, 1828)
46. Tetrix fuliginosaoides Deng, 2016
47. Tetrix gavoyi Saulcy, 1901
48. Tetrix gibberosa (Wang & Zheng, 1993)
49. Tetrix gifuensis Storozhenko, Ichikawa & Uchida, 1994
50. Tetrix grossifemura Zheng & Jiang, 1997
51. Tetrix grossovalva Zheng, 1994
52. Tetrix guangxiensis Zheng & Jiang, 1996
53. Tetrix guibeiensis Zheng, Lu & Li, 2000
54. Tetrix guibeioides Deng, Zheng & Wei, 2007
55. Tetrix guilinica Li & Huang, 2000
56. Tetrix guinanensis Zheng & Jiang, 2002
57. Tetrix huanjiangensis Zheng, Shi & Mao, 2010
58. Tetrix hururanus Ingrisch, 2001
59. Tetrix interrupta Zheng, 2004
60. Tetrix irrupta (Bolívar, 1887)
61. Tetrix japonica (Bolívar, 1887)
62. Tetrix jigongshanensis Zhao, Niu & Zheng, 2010
63. Tetrix jilinensis Ren, Wang & Meng, 2004
64. Tetrix jinshajiangensis Zheng & Shi, 2001
65. Tetrix jiuwanshanensis Zheng, 2005
66. Tetrix kantoensis Uchida & Ichikawa, 1999
67. Tetrix kraussi Saulcy, 1888
68. Tetrix kunmingensis Zheng & Ou, 1993
69. Tetrix kunmingoides Zheng, 2005
70. Tetrix latifemuroides Zheng & Xie, 2004
71. Tetrix latifemurus Zheng & Xie, 2004
72. Tetrix atipalpa Cao & Zheng, 2011
73. Tetrix lativertex Zheng, Li & Wei, 2002
74. Tetrix liuwanshanensis Deng, Zheng & Wei, 2007
75. Tetrix lochengensis Zheng, 2005
76. Tetrix longipennioides Zheng & Ou, 2010
77. Tetrix longzhouensis Zheng & Jiang, 2000
78. Tetrix macilenta Ichikawa, 1993
79. Tetrix maguanensis Deng, Zheng & Wei, 2007
80. Tetrix mandanensis Zheng & Ou, 2010
81. Tetrix minor Ichikawa, 1993
82. Tetrix montivaga Rehn, 1952
83. Tetrix morbillosus (Fabricius, 1787)
84. Tetrix munda (Walker, 1871)
85. Tetrix nanpanjiangensis Deng, Zheng & Wei, 2008
86. Tetrix nanshanensis (Liang & Jiang, 2014)
87. Tetrix neozhengi Huang, 2014
88. Tetrix nigricolle (Walker, 1871)
89. Tetrix nigrimaculata Zheng & Shi, 2002
90. Tetrix nigrimarginis Zheng & Ou, 2004
91. Tetrix nigristriatus Zheng & Nie, 2005
92. Tetrix nigrotibialis Chen, Zheng & Zeng, 2010
93. Tetrix nikkoensis Uchida & Ichikawa, 1999
94. Tetrix nodulosa (Fieber, 1853)
95. Tetrix nonmaculata Zheng & Ou, 2004
96. Tetrix ochronotata Zheng, 1998
97. Tetrix ornata (Say, 1824)
98. Tetrix parabarbifemura Zheng & Ou, 2004
99. Tetrix parabipunctata Zheng & Ou, 2004
100. Tetrix parabrachynota Zheng, Wang & Shi, 2007
101. Tetrix phrynus Rehn, 1952
102. Tetrix priscus (Bolívar, 1887)
103. Tetrix pseudodepressus (Ingrisch, 2006)
104. Tetrix pseudosimulans Zheng & Shi, 2010
105. Tetrix puerensis Zheng, 2007
106. Tetrix qilianshanensis Zheng & Chen, 2000
107. Tetrix qinlingensis Zheng, Huo & Zhang, 2000
108. Tetrix rectimargina Zheng & Jiang, 2004
109. Tetrix reducta (Walker, 1871)
110. Tetrix ruyuanensis Liang, 1998
111. Tetrix sadoensis Storozhenko, Ichikawa & Uchida, 1994
112. Tetrix serrifemoralis Zheng, 1998
113. Tetrix serrifemoroides Zheng & Jiang, 2002
114. Tetrix shaanxiensis Zheng, 2005
115. Tetrix shennongjiaensis Zheng, Li & Wei, 2002
116. Tetrix ierrana Rehn & Grant, 1956
117. Tetrix silvicultrix Ichikawa, 1993
118. Tetrix simingshanensis Chen, Zhang, Li & Yin, 2022
119. Tetrix simulanoides Zheng & Jiang, 1996
120. Tetrix simulans (Bey-Bienko, 1929)
121. Tetrix sinufemoralis Liang, 1998
122. Tetrix sipingensis Hao, Wang & Ren, 2006
123. Tetrix subulata (Linnaeus, 1758) - közönséges tövishátúsáska
124. Tetrix tartara (Saussure, 1887)
125. Tetrix tenuicornis (Sahlberg, 1891) - vékonycsápú tövishátúsáska
126. Tetrix tenuicornoides Wang, Yuan & Ren, 2006
127. Tetrix tereeshumerus Zheng & Wang, 2005
128. Tetrix tianensis Zheng, 2005
129. Tetrix tinkhami Zheng & Liang, 1998
130. Tetrix torulosinota Zheng, 1998
131. Tetrix torulosinotoides Zheng & Jiang, 2004
132. Tetrix totulihumerus Zheng & Nie, 2005
133. Tetrix transimacula Zheng, 1998
134. Tetrix transsylvanica (Bazyluk & Kis, 1960)
135. Tetrix tubercarina Zheng & Jiang, 1994
136. Tetrix tuerki (Krauss, 1876)
137. Tetrix undatifemura Zheng, Huo & Zhang, 2000
138. Tetrix undulata (Sowerby, 1806) - ligeti tövishátúsáska
139. Tetrix wadai Uchida & Ichikawa, 1999
140. Tetrix weishanensis Zheng & Mao, 2002
141. Tetrix xianensis Zheng, 1996
142. Tetrix xiangzhouensis Deng, Zheng & Wei, 2008
143. Tetrix xiaowutaishanensis Zheng & Shi, 2010
144. Tetrix xinchengensis Deng, Zheng & Wei, 2007
145. Tetrix xinganensis Zheng & Zhou, 1997
146. Tetrix yangshuoensis Li & Huang, 2000
147. Tetrix yaoshanensis Liang, 1998
148. Tetrix yizhouensis Zheng & Deng, 2004
149. Tetrix yunlongensis Zheng & Mao, 2002
150. Tetrix yunnanensis Zheng, 1992
151. Tetrix zayuensis Zheng & Shi, 2009
152. Tetrix zhengi Jiang, 1994
153. Tetrix zhengioides Zheng, 2004
154. Tetrix zhongshanensis Deng, Zheng & Wei, 2007